# Divisão Sudeste (NBA)
A Divisão Sudeste (em inglês:  Southeast Division) é uma das três divisões da Conferência Leste da National Basketball Association (NBA). Ela foi formada por causa da entrada do Charlotte Bobcats na NBA em 2004; além de Charlotte, atualmente conhecido Charlotte Hornets, a divisão consiste de Washington Wizards, Miami Heat e Orlando Magic, que vieram da Divisão do Atlântico; e o Atlanta Hawks que era da Divisão Central. Com exceção de um título dos Hawks, além de um dos Wizards, a Sudeste foi vencida em sua grande maioria pelos times da Flórida, 12 vezes por Miami e 4 por Orlando.

## Campeões de divisão
- 2005: Miami Heat
- 2006: Miami Heat
- 2007: Miami Heat
- 2008: Orlando Magic
- 2009: Orlando Magic
- 2010: Orlando Magic
- 2011: Miami Heat
- 2012: Miami Heat
- 2013: Miami Heat
- 2014: Miami Heat
- 2015: Atlanta Hawks
- 2016: Miami Heat
- 2017: Washington Wizards
- 2018: Miami Heat
- 2019: Orlando Magic
- 2020: Miami Heat
- 2021: Atlanta Hawks
- 2022: Miami Heat
- 2023: Miami Heat
- 2024: Orlando Magic
- 2025: Orlando Magic

## Ranking de títulos de divisão
- 12: Miami Heat
- 6: Orlando Magic
- 2: Atlanta Hawks
- 1: Washington Wizards

## Resultados
| ^ | Campeão da NBA                |
| + | Campeão da Conferência Leste  |
| * | Classificado para os Playoffs |

| Temporada | Time (vitórias-derrotas) | Time (vitórias-derrotas) | Time (vitórias-derrotas) | Time (vitórias-derrotas) | Time (vitórias-derrotas) |
| Temporada | 1o                       | 2o                       | 3o                       | 4o                       | 5o                       |
| --- | ------------------------ | ------------------------ | ------------------------ | ------------------------ | ------------------------ |
| - 2004: Formação da Divisão Sudeste. A composição é o novato Charlotte Bobcats, o Atlanta Hawks da Divisão Central, e os antigos times da Divisão do Atlântico Miami Heat, Orlando Magic e Washington Wizards. |                          |                          |                          |                          |                          |
| 2004-05 | Miami^ (59–23)           | Washington* (45–37)      | Orlando (36–46)          | Charlotte (18–64)        | Atlanta (13–69)          |
| 2005-06 | Miami* (52–30)           | Washington* (42–40)      | Orlando (36–46)          | Charlotte (26–56)        | Atlanta (26–56)          |
| 2006-07 | Miami* (44–38)           | Washington* (41–41)      | Orlando* (40–42)         | Charlotte (33–49)        | Atlanta (30–52)          |
| 2007-08 | Orlando* (52–30)         | Washington* (43–39)      | Atlanta* (37–45)         | Charlotte (32–50)        | Miami (15–67)            |
| 2008-09 | Orlando+ (59–23)         | Atlanta* (47–35)         | Miami* (43–39)           | Charlotte (35–47)        | Washington (19–63)       |
| 2009-10 | Orlando* (59–23)         | Atlanta* (53–29)         | Miami* (47–35)           | Charlotte* (44–38)       | Washington (26–56)       |
| 2010-11 | Miami+ (58–24)           | Orlando* (52–30)         | Atlanta* (44–38)         | Charlotte (34–48)        | Washington (23–59)       |
| 2011-12 | Miami^ (46-20)           | Atlanta* (40–26)         | Orlando* (37–29)         | Washington (20-46)       | Charlotte (7–59)         |
| 2012-13 | Miami^ (66–16)           | Atlanta* (44–38)         | Washington (29–53)       | Orlando (21–61)          | Charlotte (20–62)        |
| 2013-14 | Miami* (54–28)           | Washington* (44–38)      | Charlotte* (43–39)       | Atlanta* (38–44)         | Orlando (23–59)          |
| - 2014: Com o New Orleans Hornets se tornando o New Orleans Pelicans, o Bobcats retoma o nome e a história da antiga franquia da cidade, e é rebatizado Charlotte Hornets.                                     |                          |                          |                          |                          |                          |
| 2014-15 | Atlanta* (60–22)         | Washington* (42–36)      | Miami (35–47)            | Charlotte (33–49)        | Orlando (25–57)          |
| 2015-16 | Miami* (48–34)           | Atlanta* (48–34)         | Charlotte* (48–34)       | Washington (41-41)       | Orlando (35–47)          |